# Никола Пашич
Никола Пашич (на сръбски: Никола Пашић) е сръбски политик от български произход, на няколко пъти министър-председател на Кралство Сърбия (1891 – 1892, 1904 – 1905, 1906 – 1908, 1909 – 1911, 1912 – 1918), както и министър-председател на Кралството на сърби, хървати и словенци (1918, 1921 – 1924, 1924 – 1926).

## Биография
Никола Пашич е роден на 31 декември 1845 година в село Велики извор, Зайчарско, основано през XVIII век от бежанци от Голям извор по време на Тетевенското преселване във Видинско. Според сръбската историография самият Пашич извежда произхода си от Тетово в Македония, а връзката с Тетевен е объркване на имената. Баща му умира и майка му се жени повторно за сърбин, хлебар, който го осиновява и му дава името си (Пашич).
Първоначално Никола Пашич се проявява през 1870 г., като виден оратор на младата Радикална партия. На изборите на 7 септември 1883 г., партията печели мнозинство и се сблъсква с крал Милан, обявил се строго срещу нея. След Тимошката буна от 1883 г. Пашич бяга с неколцина от своите привърженици във Видин, където известно време се укрива от сръбските власти. Като водач на въстанието получава смъртна присъда, но след абдикацията на крал Милан през 1889 г. е амнистиран.
За шестгодишен период (1883-1889) със съдействието на българските власти (в лицето на тогавашния министър на вътрешните работи Константин Стоилов) пребивава в София, препитавайки се като строителен предприемач. Тук той постъпва за малко на работа в Министерството на вътрешните работи. Занимава се основно с частна практика, като инженер-строител. По негов план и под негово ръководство трябвало да се издигне в София сградата на Софийския градски дом, чиито основи полага. Върху мястото на този непостроен дом, днес се намира Българска народна банка.
Като съосновател (със Светозар Маркович) и водач на най-влиятелната партия в тогавашна Сърбия, кариерата на Пашич върви по възходяща линия. В 1905 година по негова инициатива се създава Сърбомакедонският комитет. Като ръководител на Радикалната партия той е натоварван многократно да съставя кабинета на Сърбия. Пашич оглавява сръбското правителство през най-съдбоностните за Сърбия години - на Балканската и Първата световна война.
Никола Пашич се проявява като извънредно ловък и далновиден политик. Той е известен с проруската си политика преди и по време на Първата световна война. Изиграва основна роля в създаването на Кралството на сърби, хървати и словенци (по-късно Югославия).
Името на Пашич носи един от централните площади в Белград.